# Benjamin de Perse
Benjamin de Perse, né vers 400 et mort martyrisé vers 421, est un diacre officiant en Perse. Il est commémoré le 31 mars en Occident, et le 13 octobre par les Églises orientales.

## Biographie
Jeune diacre de la ville d'Argol en Perse, il déploya son apostolat parmi les mages zoroastriens, malgré la persécution du roi Yazdgard Ier. Cela lui valut une première incarcération, d'où il fut tiré par une intervention de l'ambassadeur de l'empereur Théodose II.
Parce que quelques chrétiens incendièrent un temple païen, il est repris un an plus tard et il mourut empalé, après avoir subi sous les ongles le supplice des roseaux.

## Vénération
Il est fêté le 31 mars en Occident, et le 13 octobre en Orient. L'Église orthodoxe le fête avec l'évêque Abdas de Suse.  